# Giacomo Lercaro
Giacomo kardinál Lercaro (28. října 1891 Quinto al Mare, provincie Janov, Itálie – 18. října 1976 Bologna) byl arcibiskupem boloňským a kardinálem.

## Život
Narodil se jako osmé z devíti dětí v Quinto al Mare u Janova. Pocházel z rodiny mořeplavců (jeho otec byl přístavním lodivodem) a dva z jeho bratrů, Amedeo a Attilio, se také stali kněžími. V letech 1902–1914 navštěvoval kněžský seminář janovské arcidiecéze. Na kněze byl vysvěcen 25. července 1914 arcibiskupem Ildefonso Pisanim. O dva měsíce později začal studovat na Papežském biblickém institutu v Římě. Když Itálie vstoupila do první světové války, musel až do roku 1917 pracovat jako vojenský kaplan. O rok později, v roce 1918, se stal prefektem semináře v Janově, kde již byl rektorem jeho bratr Amedeo. Tuto funkci zastával až do roku 1923. Během této doby (1921–1923) byl také zástupcem profesora katolické teologie a profesorem patrologie (1923–1927). V roce 1927 se stal učitelem náboženství na gymnáziu v Janově. V této době se také účastnil studentského hnutí v této oblasti. Od této doby se snažil spojit katolickou teologii s moderní kulturou.

### Odpor proti Mussoliniho diktatuře
Byl velmi brzo antifašistou. Podporoval Italy, kteří se stavěli proti Mussoliniho restriktivní židovské politice, a organizoval úkryty pro Židy a další pronásledované osoby. Během druhé světové války byl nucen pracovat pod pseudonymem otec Lorenzo Gusmini a žít v opuštěném klášteře, aby se vyhnul zabití nacistickými kolaboranty. 

### Arcibiskup
Jeho rozhodně protikomunistický postoj byl kritériem pro to, aby jej papež Pius XII. jmenoval 31. ledna 1947 arcibiskupem v Ravenně. Na biskupa jej 19. března 1947 vysvětil janovský arcibiskup Giuseppe Siri; spolusvětiteli byli Angelo Rossini, arcibiskup z Amalfi, a Francesco Canessa, titulární biskup ze Sarepty. Lercaro byl boloňským arcibiskupem od 19. dubna 1952 do roku 1968. Obě velká města byla v tomto období považována za komunistické bašty. Ačkoli byl antikomunista, snažil se navázat dialog s vedoucími představiteli komunistické strany v Bologni. Papež Pius XII. jej 12. ledna 1953 povýšil na kardinála. Stal se kardinálem-knězem s titulárním kostelem Santa Maria in Traspontina. V prvních letech svého kardinálského působení přeměnil svůj kardinálský palác na sirotčinec. V této době byl mimo jiné považován listem Osservatore Romano za papabile.
Lercaro se zúčastnil konkláve v roce 1958, na němž byl zvolen papež Jan XXIII., a také konkláve v roce 1963, na němž sice získal hlasy, ale výsledkem bylo zvolení papeže Pavla VI.

### Druhý vatikánský koncil

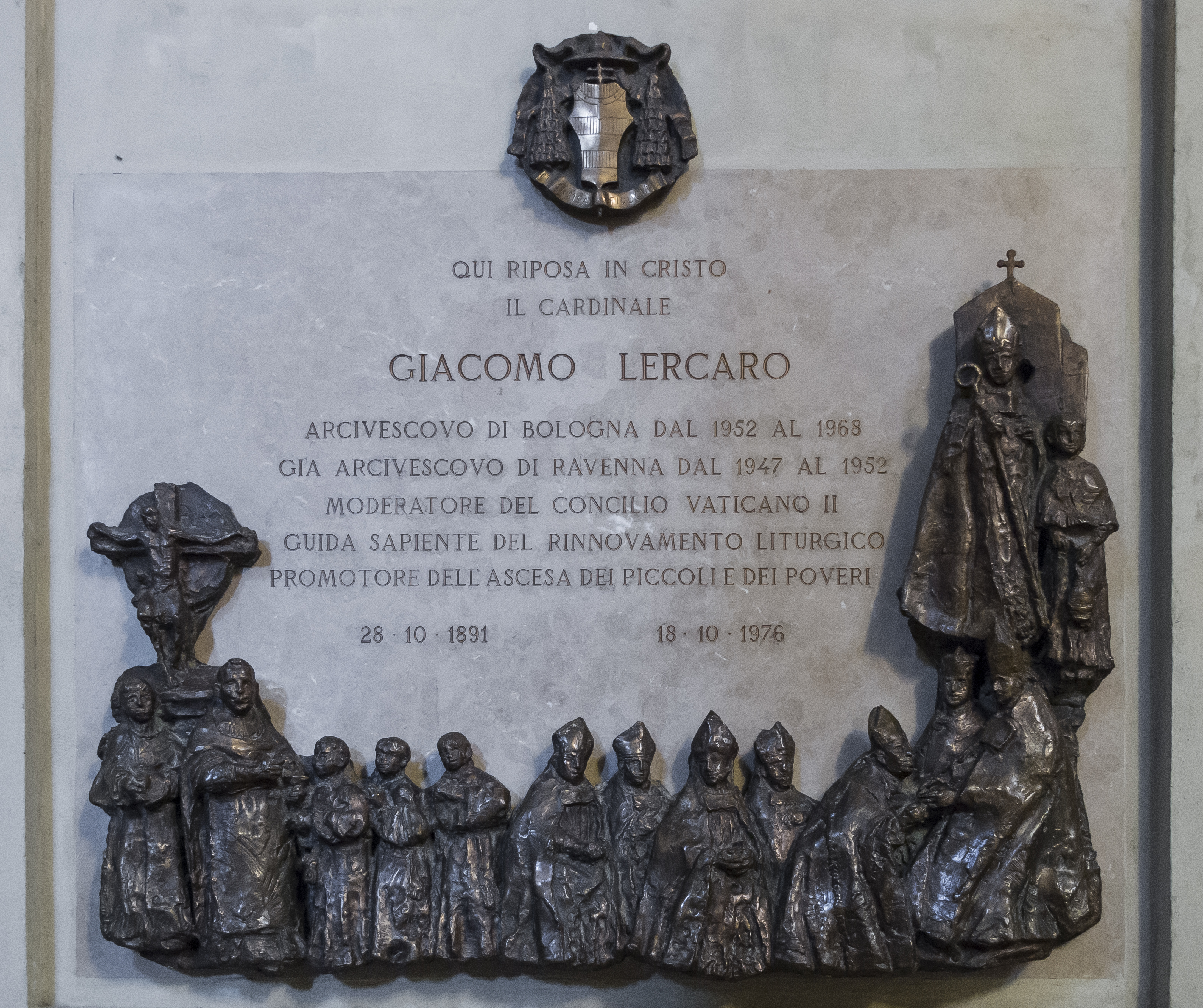
Náhrobek kardinála Lercaro v boloňské katedrále

Byl účastníkem Druhého vatikánského koncilu a brzy se stal jednou z osobností, které koncil utvářely. Spolu s Grégoirem-Pierrem Agagianianem, Juliem Döpfnerem a Léonem-Josephem Suenensem byl jedním ze čtyř moderátorů koncilu. Hrál také klíčovou roli při liturgické reformě. Zvláště se zasazoval o to, aby se „tajemství Krista v chudých a evangelizace chudých ... . duší doktrinální a legislativní práce tohoto koncilu“: „Nesmí být jedním z témat Koncilu, ale musí se stát ústřední otázkou. Tématem tohoto koncilu je církev, zvláště pokud je církví chudých.“ Znovu a znovu připomínal úkol stát se církví chudých. Jeho zájmy převzala v 70. letech 20. století teologie osvobození v Latinské Americe. Nápis na jeho náhrobku oslavuje Giacoma Lercaro v posledním řádku jako „Promotore dell' ascesa dei piccoli e dei poveri“ („Propagátor povznesení malých a chudých“). Yves Congar věnoval Lercarovi svou knihu Za církev služebnou a chudou (1963).
V roce 1967 papež Pavel VI. jmenoval konzervativního biskupa z Mantovy Antonia Pomu Lercarovým koadjutorem cum iure successionis. Lercaro se jasně vyslovil pro ukončení amerického bombardování Vietnamu, zejména ve svém novoročním kázání v roce 1968. V únoru 1968 rezignoval na svůj úřad, což potvrdil papež Pavel VI. poté, co papež Lercarovu žádost o rezignaci zamítl, když dosáhl věku 75 let. Pavel VI. jej jmenoval papežským legátem XXXIX. mezinárodního eucharistického kongresu. V 70. letech 20. století byl Lercaro jedním z prvních kardinálů v Evropě, kteří se chopili podnětů latinskoamerických základních církevních společenství.
Deset dní před svými 85. narozeninami zemřel na selhání srdce. Jeho tělo bylo pohřbeno v boloňské katedrále.

## Vyznamenání
- 1963: Velkokříž Řádu za zásluhy Italské republiky

## Spisy (v německém překladu)
- Wege zum betrachtenden Gebet. [Cesty ke kontemplativní modlitbě]. Herder, Freiburg 1959.
- Johannes XXIII. Entwurf eines neuen Bildes. [Jan XXIII. návrh nového obrazu]. Herder, Freiburg 1967.